# Стретч, Гэри
Гэри Стретч (англ. Gary Stretch; род. 4 ноября 1965, Сент-Хеленс, Мерсисайд, Великобритания) — киноактёр, бывший боксёр.

## Биография
Гэри Стретч родился 4 ноября 1965 года в Британском городе Сент-Хеленс, Мерсисайд. В начале 1990-х годов Гэри Стретч был популярным «гламурным парнем» британского бокса. Его внешняя привлекательность в сочетании с мастерским умением посылать противника в нокаут помогли Гэри завоевать расположение зрителей и превратить их в его поклонников.
Позднее ещё одним способом зарабатывать деньги для Стретча стал модельный бизнес. Однако, по другим данным, с модельного бизнеса Гэри как раз-таки начинал, прежде, чем стал боксёром.
В конечном счёте, Голливуд открыл перед Гэри массу заманчивых перспектив, и для бывшего боксёра началась жизнь в поездках из Британии в Лос-Анджелес и обратно. В 2004 году его тяжкий труд, наконец, был достойным образом вознаграждён, после того, как он получил роль гангстера в фильме Шэйна Мидоуза «Башмаки мертвеца» (Dead Man's Shoes, 2004).
Эта картина принесла Гэри славу и известность, которой он так долго искал и ждал. Позднее он укрепил свой успех, в том же году, снявшись в блокбастере Оливера Стоуна «Александр» вместе с Колином Фарреллом, Анджелиной Джоли и сэром Энтони Хопкинсом.

## Избранная фильмография
- 1993 — Жара в Акапулько / Acapulco H.E.A.T.
- 1994 — Смертельная связь / Dead Connection
- 1997 — Бизнес для наслаждения / Business for Pleasure
- 1997 — Грязная игра / Infidelity/Hard Fall
- 1999 — Похищение чемпиона / Shergar
- 2003 — Полночь — время умирать / A Good Night to Die
- 2004 — Ботинки мертвеца / Dead Man's Shoes
- 2004 — Александр / Alexander
- 2005 — Слуга короля / King Maker
- 2006 — Башни-близнецы / World Trade Center
- 2007 — Афганские рыцари / Afghan Knights
- 2010 — Тяжелый / Heavy
- 2011 — Девушка из «Голубого Глаза» / Girl from the Naked Eye